# Chude Allen
Chude Parker Allen (* 1943 in Pennsylvania als Pamela „Pam“ Parker), von 1965 bis 1984 Pamela „Pam“ Allen, ist eine US-amerikanische Bürgerrechtlerin und radikalfeministische Aktivistin der zweiten Frauenbewegung.

## Leben

### Bürgerrechtsbewegung
Pamela Parker wurde 1943 in Pennsylvania geboren, wo sie in einem episkopalen Umfeld in Solebury im Großraum Philadelphia aufwuchs. Sie studierte am Carleton College in Northfield (Minnesota), wo sie der linken Studentenorganisation Students for a Democratic Society beitrat. 1964 verbrachte Parker in ihrem dritten Studienjahr ein Austauschsemester am Spelman College in Atlanta in den damals noch von der Rassentrennung beherrschten Südstaaten. Dort unterstützte sie aktiv die Bürgerrechtsbewegung. Während des Freedom Summer in Mississippi engagierte sie sich ehrenamtlich als Lehrerin an einer Freedom School in Holly Springs. Danach kehrte Parker ans Carleton College zurück, wo sie 1965 ihr Studium erfolgreich abschloss. Im gleichen Jahr heiratete sie den Bürgerrechtsaktivisten Robert L. Allen.

### New York Radical Women
Anschließend ging das Ehepaar Allen nach New York City, wo Pam Allen zunächst für eine privaten Sozialdienst in der Vermittlung von Pflegekindern arbeitete. Bald war sie auch in New York City in aktivistischen Kreisen unterwegs und näherte sich insbesondere der sich bildenden Frauenbewegung an. Im Herbst 1967 gründete Allen gemeinsam mit Shulamith Firestone die New York Radical Women (NYRW), eine frühere Organisation des Radikalfeminismus. Die Gruppe beteiligte sich unter anderem Anfang 1968 an der Jeannette Rankin Brigade. Parallel arbeitete Allen ferner für einige Zeit für die Wochenausgabe des britischen The Guardian. Doch schon bald zeigte sich, dass Allen andere Positionen vertrat als viele ihrer Mitstreiterinnen: Allen galt als Hauptvertreterin der sogenannten politicos, die üblicherweise eine enge Anbindung der Frauenbewegung an andere linke Massenbewegungen jener Zeit befürworteten und eher kapitalismuskritisch agierten. Allen selbst war eine ausgesprochene Marxistin. Dem gegenüber standen die sogenannten feminists, die sich für gesonderte Organisationen der Frauenbewegung aussprachen und sich mehr auf das Patriarchat als Gegner bezogen. Hinzu kamen Konflikte zwischen Allen und Kathie Sarachild, einer Wortführerin der feminists, über die Parallelität der Unterdrückung von Frauen und der Rassentrennung, die Sarachild gegeben sah, Allen aber als unrefkletiert rassistisch empfand. Zusätzlich befürwortete Allen eine egalitäre Gruppe, während Sarachild und einige ihrer Unterstützer sich als Wort- und Anführerinnen der Gruppe positionieren wollten.
Bald wandte sich Allen daher von der NYRW ab und firmierte ab dem Frühjahr 1968 hauptsächlich in einer radikalfeministischen Gruppierung um Peggy Dobbins. Zu diesem Zeitpunkt hatte sich Allen selbst von der breiteren Linken abgewandt. Entgegen der klassischen Ansichten von politicos sah Allen sehr wohl patriarchale Strukturen als Ursache für die Unterdrückung der Frau an, war aber überzeugt, dass der Ansatz der feminists grundlegend falsch war: Ihrer Ansicht nach versuchten diese, die Frau innerhalb der patriarchalen Machtstrukturen zu fördern, wogegen Allen lieber neue Strukturen, Rollen und Identitäten für Frauen unabhängig um Patriarchat aufbauen wollte. Die einige Zeit später von Dobbins initiierte Gruppe Women’s International Terrorist Conspiracy from Hell (WITCH) griff diesen Standpunkt Allens wieder auf. Allen bemühte sich derweil, die Frauenbewegung auch außerhalb von New York City zu organisieren, und reiste dafür unter anderem durch den Mittleren Westen und den Upper South.

### Leben in San Francisco
Im August 1968 zog Allen gemeinsam mit ihrem Ehemann nach San Francisco, wo sie sich an einer lokalen radikalfeministischen Gruppe namens Sudsofloppen beteiligte. Die Erfahrungen der Gruppe publizierte sie zwei Jahre später unter dem Titel Free Space: A Perspective on the Small Group in Women’s Liberation. Dort befasste sie sich auch mit dem vom Kathie Sarachild entwickelten Konzept des Consciousness-Raisings, d. h. Gruppendiskussionen, in denen sich Frauen anhand eigener Erlebnisse der patriarchalen Machtstrukturen bewusst werden sollen. Diese Methode der Politisierung war bereits von der NYRW angewandt worden, wo Sarachild einen konfrontativen Diskursstil pflegte und intendierte, anhand der Diskussionen eine generalisierte Theorie des Feminismus zu entwickeln. Allen entwarf nun ein Gegenkonzept; ihrer Meinung sollten Consciousness-Raising-Gruppen „nicht veurteilend“ und klar strukturiert sein. Anstelle theoretischer Grundlagenarbeit befürwortete sie individuelle psychologische Erkenntnisse als Hauptergebnis; jede Beteiligte solle ermuntert werden, eine eigene Sichtweise auf die Probleme des Patriarchats zu entwickeln. Zugleich befürwortete sie die Organisation kleinerer Gruppen von Aktivistinnen.
Im Herbst 1970 war Allen eine Mitbegründerin der feministischen Bildungsorganisation Breakaway, für die sie in San Francisco ein Seminar über institutionellen Rassismus hielt. Ähnliche Seminare gab sie später an anderen Orten der San Francisco Bay Area. 1974 veröffentlichte sie gemeinsam mit ihrem Ehemann das Buch The Reluctant Reformers: The Impact of Racism on American Society Reform Movements, für das sie einige Abschnitte über den Rassismus in der Frauenbewegung verfasste. Mit einem thematisch ähnlichen Beitrag beteiligte sie sich 1972 auf einer Konferenz der Venceremos Brigade, einer prorevolutionären internationalen Jugendbrigade aus dem Umfeld der Students for a Democratic Society, auf Kuba. Ferner verfasste sie drei dokumentarische Drehbücher, von denen zwei von Valentine Hertz verfilmt wurden. 1975 wurde Allen Mutter eines Sohnes. Zwei Jahre später trennte sich das Ehepaar Allen. Parallel engagierte sie sich an der Überbrückung von Frauenbewegung und Arbeiterbewegung wurde 1975 in den Vorstand der Union Women’s Alliance to Gain Equality (Union WAGE), einer feministischen Organisation von Arbeiterinnen, gewählt. Von 1977 bis 1979 war sie Herausgeberin der Vereinszeitung der Gruppe. Anfang der 1980er Jahre lebte Allen für einige Zeit in einer spirituellen Kommune.
Als Allen 1984 eine zweite Ehe einging, änderte sie ihren Vornamen zu „Chude“ – ein afrikanischer Name, der für sie symbolisiert, dass die Unterscheidung zwischen verschiedenen races nicht „fundamental“ sei. Später begründete sie mit anderen ehemaligen Bürgerrechtlern die Bay Area Veterans of the Civil Rights Movement. Einen Vorlass von Dokumenten aus der Hochzeit ihres Engagements in der Bürgerrechts- und Frauenbewegung gab Allen in mehreren Teilen über die 1970er Jahre und 1980er Jahre an die Wisconsin Historical Society. 2020/2021 nahm sie an einer Reihe von Oral-History-Interviews mit Amanda Tewes von der Bancroft Library der University of California, Berkeley teil.

## Veröffentlichungen
- Free Space: A Perspective on the Small Group in Women’s Liberation. Times Change Press, New York 1970.
- mit Robert L. Allen: The Reluctant Reformers: The Impact of Racism on American Society Reform Movements. Howard University Press, Washington, D. C. 1974. ISBN 0-88258-002-7.